# Рогачов Дмитро Дмитрович
Дмитро Дмитрович Рогачов (2 жовтня 1895  — 1 липня 1963) — радянський воєначальник, контрадмірал (21.05.1941).

## Життєпис
Народився у 1895 році у селі Росляківка, Калузької губернії у бідній селянській сім´ї. У 1908 році закінчив 4-х класне Угодсько-Заводське земське початкове училище (вчився на кошти поміщика), у тому ж році приїхав до Москви, де почав роботу на електро-механічному заводі Лівшиця як учень слюсаря-електрика. У 1913 - 1915 роках працював у Царицині слюсарем-електриком та електромонтером.
У травні 1915 року достроково призваний на військову службу та отримав призначення на флот. Служив рульовим на панцернику Балтийського флота «Слава».
У роки революції та громадянської війни воював на боці більшовиків у Петрограді, під Гатчиною та Царським Селом, на озері Байкал та на Кубані.
У 1929 році Рогачов закінчив Військово-морське училище імені М. В. Фрунзе. Через 9 років Дмитро Дмитрович вже займав посаду заступника командуючого Амурської військової флотилії
У 1940 році обійняв посаду командуючого Пінської військової флотилії, у складі якої брав участь у початковій фазі Німецько-радянської війни. 21 травня 1941 року Рогачову було присвоєно звання контрадмірал. Під час другого штурму Київського укріпрайону, що розпочався 16 вересня 1941 року, контрадмірал  Рогачов залишався у Києві у штабі флотилії (нині це головний корпус Києво-Могилянської академії). Вдень 18 вересня Дмитра Дмитровича було тяжко поранено під час артилерийського обстрілу. Рогачова евакуювали на літаку буквально у останній момент з Києва, що був зайнятий супротивником наступного дня 19 вересня, та з київського оточення.
Після закінчення війни Дмитро Дмитрович служив командиром учбового загону, а потім загону та бригади кораблей у стадії будівництва у Зеленодольску. Там помер у 1963 році.